# 柴田まゆみ
柴田 まゆみ（しばた まゆみ　1959年2月3日 - ）は、日本の女性シンガーソングライター。

## 来歴
兵庫県たつの市出身で、龍野東中学校在学中にギター演奏を始め、兵庫県立龍野実業高等学校在学中はフォークソング部で活動する。18才の時にヤマハ神戸店で第14回ヤマハポピュラーソングコンテスト（ポプコン）予選に応募し、自作曲「その時まで」でエントリーして東中国大会で作詞賞を受賞する。
「ぜひ来年も」と促され、高校卒業記念に創った曲を練り直した『白いページの中に』で1978年に応募した地方大会を勝ち抜く。第15回ポピュラーソングコンテストつま恋本選会で、長渕剛「巡恋歌」などとともに入賞する。本楽曲は1978年8月にヤマハ提供のラジオ・テレビ番組「コッキーポップ」のオープニングテーマに採用されるが、このシングル盤のみで事実上引退する。「元々プロの歌手になりたかったわけでもなく、青春の思い出が出来たぐらいの気持ちだった」として引退した。短期大学卒業後に結婚し子育てなどに専念し、音楽活動を休止した。
1992年に音楽活動を再開し、2004年11月にコッキ－ポップin札幌で26年ぶりに公演する。2004年12月に1992年録音のデモ音源集をアルバムとして発売する。
2021年1月31日にオフィシャル・ファンサイトで「2020年の夏に初期の肺腺癌の手術を受け、術後は順調に回復していたが、同年暮れに原因不明の手足に痺れの症状がおこり現在は入院治療をしている」旨を公表した。
2023年4月に中学時代の友人が営む地元のカフェで、初のソロライブとして「白いページの中に」を含む6曲を歌唱して30の客席は往年のファンらで埋まった。カフェ開業の1999年に「こけら落としに歌って」と懇願されて恥ずかしいと断ったが、年賀状で毎年出演を頼まれて「店の20周年のお祝いなら」と応じた。肺がん手術とリハビリを経た2023年1月に新型コロナウイルス感染症に感染して「軽症で済んだものの喉は本調子ではない」が、原盤と同じ音程で歌唱した。

## ディスコグラフィー
シングル
- 『白いページの中に』（作詞・作曲：柴田まゆみ、編曲：古川健次）（1978年8月25日、規格品番　L-233Y）
  - B面『今日もどこかで』（作詞・作曲：柴田まゆみ、編曲：林 雅諺）
    - 柴田本人はこの曲を「白ペ」と略称している。多くの歌手にカバーされていることについて「作者として、いろんな白ペを聴けるのはうれしい」と話している[1]。

アルバム
- 『白いページの中に and more tracks』（2004年12月16日、規格品番　TECH-25032）

## カバー
白いページの中に
- 新倉よしみ（1980年・月不明）（シングル：規格品番 KV-3001）
- あみん
  - （1983年12月）（カバーアルバム『メモリアル』に収録）
  - （2003年3月）（ベストアルバム『ポプコン・スーパー・セレクション あみん ベスト』に収録）
  - （2007年12月）（『P.P.S. あなたへ…』）(2枚組CD：Disc2に収録)
- 笠原弘子
  - （1991年10月）（シングル『恋にNo RETURN!!』のカップリング曲、規格品番：WPDL-4260）
  - （1991年・月不明）（非売品アルバム『Welcome to Beginners』に収録）（※店頭プロモーション用CD）
  - （1992年6月）（アルバム『遠い夏の休日』に収録）
  - （1995年10月）（ベストアルバム『メモリーズII ～ザ・ベスト・セレクション～』に収録）
  - （1996年1月）（ライブアルバム『Tea For Me～アコースティック・ライヴ '95』に収録）(2枚組CD：Disc2)
- Chieri（伊藤智恵理）（1999年8月）（マキシシングル：規格品番 MVCH-12011）
- Rizco（リツコ）（2001年11月）（カバーアルバム『melody』に収録）（規格品番：DDCW-8007）
- 上原多香子（2003年3月）（シングル『Make-up Shadow』のカップリング曲）
- 岩崎宏美（2003年11月）（カバーアルバム『Dear Friends II』に収録）
- きんくら（Kinkula）（2007年2月）（ミニアルバム『廻り道したメロディ』（規格品番：SHANG-27218）
- 藤田恵美（2008年9月）（カバーアルバム『ココロの食卓 〜おかえり愛しき詩たち〜』に収録）
- 良元優作（2009年10月）（音楽配信限定シングル）（関西テレビのトーク番組『VIDEGRAJIN〜ビデグラジン〜』公式エンディングテーマ曲）
- 茉奈 佳奈（2010年3月）（カバーアルバム『ふたりうた3』に収録）
- 八神純子（2012年1月）（カバーアルバム『VREATH 〜My Favorite Cocky Pop〜』に収録）
- 普天間かおり（2014年12月）（カバーアルバム『Mellow』に収録）
- 石井竜也（カールスモーキー石井）（2017年9月）（カバーアルバム『DIAMOND MEMORIES』に収録）（初回生産限定盤：Disc2-DVD)
- Leola（レオラ）（2020年11月）（映画『ホテルローヤル』（2020年11月13日公開）主題歌[6]）

## ドラマ挿入歌
1987年にフジテレビ系列テレビドラマ『ラジオびんびん物語』第7話で挿入歌に使われた。